# Ternuay-Melay-et-Saint-Hilaire
 Ternuay-Melay-et-Saint-Hilaire  es una población y comuna francesa, situada en la región de Franco Condado, departamento de Alto Saona, en el distrito de Lure y cantón de Mélisey.

## Demografía
| 586 | 616 | 561 | 535 | 502 | 500 | 519 |
| Para los censos de 1962 a 1999 la población legal corresponde a la población sin duplicidades (Fuente: INSEE [Consultar]) |     |     |     |     |     |     |